# アイドリング!!! 2nd Live 「だいじなもの」
『2008.3.30 アイドリング!!! 2nd Live 「だいじなもの」at Shibuya AX』（アイドリング!!! セカンドライブ だいじなもの）は、アイドリング!!!のライブDVD。発売元:ポニーキャニオン。

## 概要
- 2008年3月30日に行われた、1stアルバム「だいじなもの」発売記念ライブを収めたDVD。1期生9人でのライブは、これが最後となる。
- 映像特典として、「DOCUMENT of 2nd LIVE だいじなもの」「DANCE BATTLE」、番組告知、バックステージ風景を収録。

## 収録曲
1. The theme of "Idoling"
2. 恋ゴコロ
3. モテ期のうた
4. ガンバレ乙女（笑）
5. Snow celebration
6. キミがスキ
7. Like a Shooting Star
8. Stay with me
9. 想いの詩
10. 台場の恋の物語
11. BABY! 恋にKNOCK OUT!
12. 百花繚乱アイドリング!!!
13. friend
14. だいじなもの
15. ハレ晴レユカイ
16. ガンバレ乙女（笑）
17. キミがスキ（ファン様Ver.）
18. survival dAnce 〜no no cry more〜
19. 夏祭り

### 特典映像
- 「DOCUMENT of 2nd LIVE だいじなもの」
- 「DANCE BATTLE」
- 番組告知 バックステージ風景